# 문샤인
문샤인(Moonshine)은 대한민국의 블랙 메탈, 데스 메탈, 고딕 메탈 밴드이다.
고교 재학시절부터 친구였던 아몬(Amon, 보컬/기타/키보드)과 기가(Giga, 드럼/보컬)가 1992년 결성했던 데스레셔(Deathrasher)라는 밴드가 그 전신이며 1997년 문샤인(Moonshine)으로 밴드명을 바꾸고 본격적인 활동을 시작하여 정식 데뷔 앨범 "Wake up The Moon(2000, 포니캐년코리아)" 두 번째 앨범 "Songs of Requiem(2005, 아트로미디어)", 세 번째 앨범 "Eternal(2008, 도프뮤직)을 발매하여 현재에 이르고 있다. 1993년 데스레셔(Deathrasher) 활동당시 발매했던 데모 테이프들은 국내 최초로 PC통신을 통해 판매되어 큰 인기를 얻었던 바 있으며, 또한 1997년 문샤인(Moonshine) 이름으로 정식 앨범 발매전까지 발매되었던 데모 테이프 중 3곡이 당시 mp3.com 차트 Top10에 랭크되는 개가를 올리기도 하였다.

## 바이오그래피
- 1992년 : 아몬(Amon,기타/보컬), 기가(Giga,베이스) 2인조로 데스레셔(Deathrasher) 결성
- 1993년 : 첫 데모 테이프 "Malediction & Benediction" 발매
- 1993년 : 두 번째 데모 테이프 "Donor with Rotten Guts" 발매
- 1994년 : 세 번째 데모 테이프 "The Torture" 발매
- 1996년 : 문샤인(Moonshine)으로 밴드명 변경 / 기가(Giga) 드럼으로 포지션 변경
- 1997년 : 데모 테이프 "Shined by Darkness" 발매
- 2000년 : 정식 1집 앨범 "Wake up the moon" 발매 (포니캐년 코리아)
- 2005년 : 정식 2집 앨범 "Songs of Requiem" 발매 (아트로미디어)
- 2006년 : 2006 한국 대중 음악상 "최우수 록앨범" 분야 후보 "Song of Requiem"
- 2008년 : 정식 3집 앨범 "Eternal" 발매 (도프뮤직 엔터테인먼트)

## 장르/스타일
블랙/데스 리프와 리듬에 기반한 사운드에 서정적인 멜로디의 화학적인 결합이 1집 "Wake up the moon(2000)"과 2집 "Songs of Requiem(2005)"의 주요한 스타일이었으나, 3집 "Eternal"에서는 멜로디와 보컬 라인의 유연함이 강조된 고딕 메틀쪽으로 변화된 모습을 보여주고 있다.

## 멤버
- 아몬(Amon) : 보컬,기타,키보드
- 기가(Giga) : 드럼,보컬
- 라이브 세션 멤버
  - 민(Mynn) : 베이스
  - 카타스트로프(Kathastroph) : 키보드

## 디스코그래피
- Wake up the moon (2000, Ponycanyon Korea)

  - 1. Shined by Darkness (Instrumental) 02:12
  - 2. Ablaze (Let Me Burn) 05:07
  - 3. Burning Corpse 04:16
  - 4. Ashes of Thee 06:29
  - 5. Black Sleeves 04:21
  - 6. The Memorable Tide 04:59
  - 7. Wake Up the Moon 04:46
  - 8. The Torture 03:39
  - 9. Les Fleurs Du Mal (Instrumental) 04:05

- Songs of Requiem (2005, Atromedia)

  - 1. Ouvrir La Porte (Inst.) 02:04
  - 2. The Other Side (of Me) 05:34
  - 3. Hallucinating with Shadows 05:18
  - 4. The Ghost Who Mourns 05:26
  - 5. Endless Fall 05:00
  - 6. Domesticated Creatures 04:16
  - 7. The Song of Retrospect 06:02
  - 8. Dying In Agony 05:36
  - 9. Nocturnal Halls (Inst.) 01:54
  - 10. Lady In Black 05:03
  - 11. The Memorable Tide (remixed) <bonus track>

- Eternal (2008, Dope Music Entertainment)

  - 1. Moonshine Madness
  - 2. (We) Die Cold
  - 3. True Heart
  - 4. Isolated
  - 5. Dark Reception
  - 6. Chaos Lover
  - 7. Dying In Beauty
  - 8. Breathless
  - 9. No Name
  - 10. Regret (Instrumental)
  - 11. (We)Die Cold (Korean Version)
  - 12. True Heart (Korean Version)
  - 13. Dark Reception (Korean Version)
  - 14. Chaos Lover (Korean Version)